# UEFA Champions League 1992–93
UEFA Champions League 1992 – 93 là mùa giải thứ 38 của Cúp C1 châu Âu dành cho câu lạc bộ bóng đá hàng đầu châu Âu và là mùa giải chính thức đầu tiên được gọi là UEFA Champions League (mùa giải trước chỉ được sử dụng khi vượt qua vòng bảng). Tám đôi vượt qua vòng thứ hai sẽ được chia thành hai bảng, hai đội đứng đầu hai bảng đấu này sẽ giành quyền chơi trận chung kết. Ngoài ra, giải đấu sẽ có một vòng sơ loại vì đây là mùa đầu tiên được diễn ra sau sự tan rã của Liên Xô và Nam Tư, dẫn đến nhiều quốc gia mới đủ điều kiện tham gia giải đấu sau khi đã vô địch các giải đấu cấp quốc gia. Israel và Quần đảo Faroe cũng lần đầu tiên có đại diện tham dự.
UEFA Champions League 1992 – 93 chứng kiến sự lên ngôi lần đầu tiên của Marseille, sau khi đánh bại Milan ở trận chung kết. Tuy nhiên, ngay sau chức vô địch của Marseille, đã có những cáo buộc về việc chủ tịch câu lạc bộ là ông Bernard Tapie đã thao túng trận đấu. Điều này liên quan đến giải đấu quốc nội khi Marseille "rao kèo" và đề nghị Valenciennes đá "lỏng chân" để đồng thời đảm bảo ngai vàng Division 1 (sau này là Ligue 1), giữ chân cho các cầu thủ trụ cột và có thêm thời gian chuẩn bị cho trận quyết chiến với Milan. Sau khi vụ việc bị phanh phui, Marseille bị Liên đoàn bóng đá Pháp tước danh hiệu vô địch Division 1 1992 – 93, đồng thời không được tham gia chiến dịch bảo vệ ngôi vương UEFA Champions League 1993 – 94 cũng như không được dự Siêu cúp châu Âu và Cúp Liên lục địa 1993. Marseille sau đó đã bị ráng xuống thi đấu Division 2 mùa giải 1994 – 95.
Đương kim vô địch là Barcelona đã bị CSKA Moscow loại ngay tại vòng hai.

## Các đội tham dự
| Vòng sơ loại       | Vòng sơ loại     | Vòng sơ loại       | Vòng sơ loại       |
| ------------------ | ---------------- | ------------------ | ------------------ |
| Norma Tallinn      | KÍ               | Maccabi Tel Aviv   | Skonto             |
| Valletta           | Shelbourne       | Olimpija Ljubljana | Tavriya Simferopol |
| Vòng đầu tiên      |                  |                    |                    |
| Austria Wien       | Club Brugge      | CSKA Sofia         | APOEL              |
| Slovan Bratislava  | Lyngby           | Leeds United       | Kuusysi            |
| Marseille          | Stuttgart        | AEK Athens         | Ferencváros        |
| Víkingur Reykjavík | Milan            | Žalgiris Vilnius   | Union Luxembourg   |
| PSV Eindhoven      | Glentoran        | Viking             | Lech Poznań        |
| Porto              | Dinamo București | CSKA Moscow        | Rangers            |
| Barcelona          | IFK Göteborg     | Sion               | Beşiktaş           |

## Vòng sơ loại
| Đội 1              | TTS | Đội 2              | Lượt đi | Lượt về |
| ------------------ | --- | ------------------ | ------- | ------- |
| Shelbourne         | 1–2 | Tavriya Simferopol | 0–0     | 1–2     |
| Valletta           | 1–3 | Maccabi Tel Aviv   | 1–2     | 0–1     |
| KÍ                 | 1–6 | Skonto             | 1–3     | 0–3     |
| Olimpija Ljubljana | 5–0 | Norma Tallinn      | 3–0     | 2–0     |

### Lượt đi
| Shelbourne | 0–0     | Tavriya Simferopol |
| ---------- | ------- | ------------------ |
|            | Báo cáo |                    |

| Valletta   | 1–2     | Maccabi Tel Aviv      |
| ---------- | ------- | --------------------- |
| Zerafa 75' | Báo cáo | Cohen 83' · Nimni 88' |

| KÍ            | 1–3     | Skonto                             |
| ------------- | ------- | ---------------------------------- |
| Danielsen 46' | Báo cáo | Astafjevs 28', 46' · Semjonovs 90' |

| Olimpija Ljubljana                  | 3–0     | Norma Tallinn |
| ----------------------------------- | ------- | ------------- |
| Ubavič 48' · Topič 50' · Vrabac 60' | Báo cáo |               |

### Lượt về
| Tavriya Simferopol                | 2–1     | Shelbourne |
| --------------------------------- | ------- | ---------- |
| Shevchenko 10' · Sheykhametov 15' | Báo cáo | Dully 42'  |

Tavriya Simferopol chung cuộc thắng 2–1.
| Maccabi Tel Aviv | 1–0     | Valletta |
| ---------------- | ------- | -------- |
| Melika 24'       | Báo cáo |          |

Maccabi Tel Aviv chung cuộc thắng 3–1.
| Skonto                                        | 3–0     | KÍ |
| --------------------------------------------- | ------- | -- |
| Jelisejevs 4' · Semjonovs 38' · Astafjevs 52' | Báo cáo |    |

Skonto chung cuộc thắng 6–1.
| Norma Tallinn | 0–2     | Olimpija Ljubljana         |
| ------------- | ------- | -------------------------- |
|               | Báo cáo | Zulič 26' · Djuranovič 80' |

Olimpija Ljubljana chung cuộc thắng 5–0.

## Vòng đầu tiên
| Đội 1             | TTS       | Đội 2              | Lượt đi | Lượt về  |
| ----------------- | --------- | ------------------ | ------- | -------- |
| IFK Göteborg      | 3–2       | Beşiktaş           | 2–0     | 1–2      |
| Lech Poznań       | 2–0       | Skonto             | 2–0     | 0–0      |
| Rangers           | 3–0       | Lyngby             | 2–0     | 1–0      |
| Stuttgart         | 3–3 (1–2) | Leeds United       | 3–0     | 0–3      |
| Slovan Bratislava | 4–1       | Ferencváros        | 4–1     | 0–0      |
| Milan             | 7–0       | Olimpija Ljubljana | 4–0     | 3–0      |
| Kuusysi           | 1–2       | Dinamo Bucureşti   | 1–0     | 0–2(aet) |
| Glentoran         | 0–8       | Marseille          | 0–5     | 0–3      |
| Maccabi Tel Aviv  | 0–4       | Club Brugge        | 0–1     | 0–3      |
| Austria Wien      | 5–4       | CSKA Sofia         | 3–1     | 2–3      |
| Sion              | 7–2       | Tavriya Simferopol | 4–1     | 3–1      |
| Union Luxembourg  | 1–9       | Porto              | 1–4     | 0–5      |
| AEK Athens        | 3–3 (a)   | APOEL              | 1–1     | 2–2      |
| PSV Eindhoven     | 8–0       | FK Žalgiris        | 6–0     | 2–0      |
| Víkingur          | 2–5       | CSKA Moscow        | 0–1     | 2–4      |
| Barcelona         | 1–0       | Viking             | 1–0     | 0–0      |

Ghi chú:
1. ↑  Sau chiến thắng 3–0 trên sân nhà và thua 4–1 trên sân khách, Stuttgart có thể giành chiến thắng nhờ bàn thắng trên sân khách sau khi tỉ số chung cuộc sau hai lượt trận hiện là 4–4; tuy nhiên, nban tổ chức nhận thấy ở trận lượt về, Stuttgart đã cho ra sân thi đấu nhiều hơn ba cầu thủ nước ngoài. Chính vì vậy mà ban tổ chức quyết định chiến thắng 3–0 dành cho Leeds United, qua đó tổng tí số sau hai lượt trận thành 3–3. Một trận play-off diễn ra tại Barcelona, và Leeds thắng 2–1.

### Lượt đi
| IFK Göteborg                | 2–0     | Beşiktaş |
| --------------------------- | ------- | -------- |
| Eskelinen 71' · Ekström 82' | Báo cáo |          |

| Lech Poznań                          | 2–0     | Skonto |
| ------------------------------------ | ------- | ------ |
| Trzeciak 27' · Podbrożny 39' (ph.đ.) | Báo cáo |        |

| Rangers                   | 2–0     | Lyngby |
| ------------------------- | ------- | ------ |
| Hateley 39' · Huistra 67' | Báo cáo |        |

| Stuttgart                  | 3–0     | Leeds United |
| -------------------------- | ------- | ------------ |
| Walter 62', 66' · Buck 79' | Báo cáo |              |

| Slovan Bratislava                            | 4–1     | Ferencváros |
| -------------------------------------------- | ------- | ----------- |
| Gostič 19' · Dubovský 51', 55' · Moravec 82' | Báo cáo | Lipcsei 75' |

| Milan                                         | 4–0     | Olimpija Ljubljana |
| --------------------------------------------- | ------- | ------------------ |
| Van Basten 5', 50' · Albertini 7' · Papin 64' | Báo cáo |                    |

| Kuusysi   | 1–0     | Dinamo Bucureşti |
| --------- | ------- | ---------------- |
| Rinne 16' | Báo cáo |                  |

| Glentoran | 0–5     | Marseille                                                      |
| --------- | ------- | -------------------------------------------------------------- |
|           | Báo cáo | Völler 3' · Martín Vázquez 19', 29' · Sauzée 41' · Ferreri 84' |

| Maccabi Tel Aviv | 0–1     | Club Brugge  |
| ---------------- | ------- | ------------ |
|                  | Báo cáo | Staelens 35' |

| Austria Wien                                | 3–1     | CSKA Sofia   |
| ------------------------------------------- | ------- | ------------ |
| Hasenhüttl 16' · Fridrikas 83' · Kogler 89' | Báo cáo | Shishkov 58' |

| Sion                                              | 4–1     | Tavriya Simferopol     |
| ------------------------------------------------- | ------- | ---------------------- |
| Hottiger 18' · Túlio 35', 74' · Roberto Assis 78' | Báo cáo | Shevchenko 85' (ph.đ.) |

| Union Luxembourg | 1–4     | Porto                                            |
| ---------------- | ------- | ------------------------------------------------ |
| Deville 63'      | Báo cáo | Semedo 40' · Couto 47' · Toni 51' · Domingos 90' |

| AEK Athens     | 1–1     | APOEL           |
| -------------- | ------- | --------------- |
| Alexandris 42' | Báo cáo | Hadjiloukas 75' |

| PSV Eindhoven                                                  | 6–0     | FK Žalgiris |
| -------------------------------------------------------------- | ------- | ----------- |
| E. Koeman 24' · Ellerman 36', 59', 64' · Kieft 66' · Numan 79' | Báo cáo |             |

| Víkingur | 0–1     | CSKA Moscow  |
| -------- | ------- | ------------ |
|          | Báo cáo | Karsakov 75' |

| Barcelona | 1–0     | Viking |
| --------- | ------- | ------ |
| Amor 86'  | Báo cáo |        |

### Lượt về
| Beşiktaş             | 2–1     | IFK Göteborg  |
| -------------------- | ------- | ------------- |
| Tekin 26' · Uçar 73' | Báo cáo | Eskelinen 10' |

IFK Göteborg chung cuộc thắng 3–2.
| Skonto | 0–0     | Lech Poznań |
| ------ | ------- | ----------- |
|        | Báo cáo |             |

Lech Poznań chung cuộc thắng 2–0.
| Lyngby | 0–1     | Rangers     |
| ------ | ------- | ----------- |
|        | Báo cáo | Durrant 85' |

Rangers chung cuộc thắng 3–0.
| Leeds United                                                   | 4–1 (3–0, match forfeited) | Stuttgart |
| -------------------------------------------------------------- | -------------------------- | --------- |
| Speed 17' · McAllister 38' (ph.đ.) · Cantona 66' · Chapman 78' | Báo cáo                    | Buck 33'  |

Stuttgart 3–3 Leeds United sau hai lượt trận.
Trận Play-off
| Stuttgart | 1–2     | Leeds United             |
| --------- | ------- | ------------------------ |
| Golke 38' | Báo cáo | Strachan 32' · Shutt 77' |

| Ferencváros | 0–0     | Slovan Bratislava |
| ----------- | ------- | ----------------- |
|             | Báo cáo |                   |

Slovan Bratislava chung cuộc thắng 4–1.
| Olimpija Ljubljana | 0–3     | Milan                                     |
| ------------------ | ------- | ----------------------------------------- |
|                    | Báo cáo | Massaro 33' · Rijkaard 48' · Tassotti 85' |

Milan chung cuộc thắng 7–0.
| Dinamo Bucureşti                  | 2–0 (s.h.p.) | Kuusysi |
| --------------------------------- | ------------ | ------- |
| Gerstenmájer 64' · Demollari 116' | Báo cáo      |         |

Dinamo Bucureşti chung cuộc thắng 2–1.
| Marseille                           | 3–0     | Glentoran |
| ----------------------------------- | ------- | --------- |
| Omam-Biyik 6' · Pelé 12' · Boli 72' | Báo cáo |           |

Marseille chung cuộc thắng 8–0.
| Club Brugge                      | 3–0     | Maccabi Tel Aviv |
| -------------------------------- | ------- | ---------------- |
| Staelens 56' · Verheyen 76', 83' | Báo cáo |                  |

Club Brugge chung cuộc thắng 4–0.
| CSKA Sofia                             | 3–2     | Austria Wien                |
| -------------------------------------- | ------- | --------------------------- |
| Metkov 2' · Andonov 60' · Draganov 73' | Báo cáo | Flögel 28' · Ivanauskas 67' |

Austria Wien chung cuộc thắng 5–4.
| Tavriya Simferopol     | 1–3     | Sion                      |
| ---------------------- | ------- | ------------------------- |
| Shevchenko 69' (ph.đ.) | Báo cáo | Túlio 67', 77' · Herr 89' |

Sion chung cuộc thắng 7–2.
| Porto                                               | 5–0     | Union Luxembourg |
| --------------------------------------------------- | ------- | ---------------- |
| Kostadinov 16', 34' · Toni 25', 61' · Zé Carlos 66' | Báo cáo |                  |

Porto chung cuộc thắng 9–1.
| APOEL                       | 2–2     | AEK Athens                        |
| --------------------------- | ------- | --------------------------------- |
| Gogić 77' · Fasouliotis 84' | Báo cáo | Šabanadžović 30' · Alexandris 70' |

3–3 sau hai lượt. AEK Athens thắng nhờ luật bàn thắng sân khách.
| FK Žalgiris | 0–2     | PSV Eindhoven           |
| ----------- | ------- | ----------------------- |
|             | Báo cáo | Numan 26' · Romário 39' |

PSV Eindhoven chung cuộc thắng 8–0.
| CSKA Moscow                                                | 4–2     | Víkingur                      |
| ---------------------------------------------------------- | ------- | ----------------------------- |
| Sergeyev 24' · Karsakov 37' · Grishin 45' · Kolesnikov 89' | Báo cáo | Einarsson 32' · Steinsson 76' |

CSKA Moscow chung cuộc thắng 5–2.
| Viking | 0–0     | Barcelona |
| ------ | ------- | --------- |
|        | Báo cáo |           |

Barcelona chung cuộc thắng 1–0.

## Vòng hai
| Đội 1             | TTS     | Đội 2         | Lượt đi | Lượt về |
| ----------------- | ------- | ------------- | ------- | ------- |
| IFK Göteborg      | 4–0     | Lech Poznań   | 1–0     | 3–0     |
| Rangers           | 4–2     | Leeds United  | 2–1     | 2–1     |
| Slovan Bratislava | 0–5     | Milan         | 0–1     | 0–4     |
| Dinamo Bucureşti  | 0–2     | Marseille     | 0–0     | 0–2     |
| Club Brugge       | 3–3 (a) | Austria Wien  | 2–0     | 1–3     |
| Sion              | 2–6     | Porto         | 2–2     | 0–4     |
| AEK Athens        | 1–3     | PSV Eindhoven | 1–0     | 0–3     |
| CSKA Moscow       | 4–3     | Barcelona     | 1–1     | 3–2     |

## Lượt đi
| IFK Göteborg  | 1–0     | Lech Poznań |
| ------------- | ------- | ----------- |
| Bengtsson 87' | Báo cáo |             |

| Rangers                        | 2–1     | Leeds United  |
| ------------------------------ | ------- | ------------- |
| Lukic 21' (l.n.) · McCoist 37' | Báo cáo | McAllister 1' |

| Slovan Bratislava | 0–1     | Milan       |
| ----------------- | ------- | ----------- |
|                   | Báo cáo | Maldini 61' |

| Dinamo Bucureşti | 0–0     | Marseille |
| ---------------- | ------- | --------- |
|                  | Báo cáo |           |

| Club Brugge             | 2–0     | Austria Wien |
| ----------------------- | ------- | ------------ |
| Verheyen 20' · Booy 41' | Báo cáo |              |

| Sion                            | 2–2     | Porto                         |
| ------------------------------- | ------- | ----------------------------- |
| Orlando 55' · Roberto Assis 60' | Báo cáo | Kostadinov 80' · F. Couto 83' |

| AEK Athens      | 1–0     | PSV Eindhoven |
| --------------- | ------- | ------------- |
| Dimitriadis 53' | Báo cáo |               |

| CSKA Moscow | 1–1     | Barcelona       |
| ----------- | ------- | --------------- |
| Grishin 16' | Báo cáo | Begiristain 57' |

### Lượt về
| Lech Poznań | 0–3     | IFK Göteborg                         |
| ----------- | ------- | ------------------------------------ |
|             | Báo cáo | Ekström 28' · Nilsson 47' · Mild 84' |

IFK Göteborg chung cuộc thắng 4–0.
| Leeds United | 1–2     | Rangers                  |
| ------------ | ------- | ------------------------ |
| Cantona 85'  | Báo cáo | Hateley 2' · McCoist 59' |

Rangers chung cuộc thắng 4–2.
| Milan                                             | 4–0     | Slovan Bratislava |
| ------------------------------------------------- | ------- | ----------------- |
| Boban 28' · Rijkaard 29' · Simone 49' · Papin 71' | Báo cáo |                   |

Milan chung cuộc thắng 5–0.
| Marseille       | 2–0     | Dinamo Bucureşti |
| --------------- | ------- | ---------------- |
| Bokšić 32', 68' | Báo cáo |                  |

Marseille chung cuộc thắng 2–0.
| Austria Wien                              | 3–1     | Club Brugge        |
| ----------------------------------------- | ------- | ------------------ |
| Zsak 49' · Fridrikas 73' · Hasenhüttl 90' | Báo cáo | Van Der Heyden 64' |

3–3 chung cuộc. Club Brugge thắng nhờ luật bàn thắng sân khách.
| Porto                                                           | 4–0     | Sion |
| --------------------------------------------------------------- | ------- | ---- |
| Jorge Costa 50' · Kostadinov 63' · Domingos 85' · Magalhães 87' | Báo cáo |      |

Porto chung cuộc thắng 6–2.
| PSV Eindhoven        | 3–0     | AEK Athens |
| -------------------- | ------- | ---------- |
| Romário 5', 51', 84' | Báo cáo |            |

PSV Eindhoven chung cuộc thắng 3–1.
| Barcelona                   | 2–3     | CSKA Moscow                                  |
| --------------------------- | ------- | -------------------------------------------- |
| Nadal 12' · Begiristain 31' | Báo cáo | Bushmanov 44' · Mashkarin 57' · Karsakov 61' |

CSKA Moscow chung cuộc thắng 4–3.

## Vòng bảng
Vòng bảng bắt đầu vào ngày 25 tháng 11 năm 1992 và kết thúc vào ngày 21 tháng 4 năm 1993. Tám đội được chia thành hai bảng bốn đội và các đội trong mỗi bảng thi đấu vòng tròn hai lượt đi và về, nghĩa là mỗi đội chơi tổng cộng sáu trận đấu vòng bảng. Đối với mỗi chiến thắng, các đội được cộng hai điểm, một điểm cho mỗi trận hòa. Kết thúc vòng bảng, hai đội đứng đầu hai bảng tiến vào trận chung kết.

### Bảng A
| Đội         | ST | T | H | B | BT | BB | HS  | Đ  |  | OM  | RAN | CB  | CM  |
| ----------- | -- | - | - | - | -- | -- | --- | -- |  | --- | --- | --- | --- |
| Marseille   | 6  | 3 | 3 | 0 | 14 | 4  | +10 | 12 |  |     | 1–1 | 3–0 | 6–0 |
| Rangers     | 6  | 2 | 4 | 0 | 7  | 5  | +2  | 10 |  | 2–2 |     | 2–1 | 0–0 |
| Club Brugge | 6  | 2 | 1 | 3 | 5  | 8  | −3  | 7  |  | 0–1 | 1–1 |     | 1–0 |
| CSKA Moscow | 6  | 0 | 2 | 4 | 2  | 11 | −9  | 2  |  | 1–1 | 0–1 | 1–2 |     |

### Bảng B
| Đội           | ST | T | H | B | BT | BB | HS  | Đ  |  | MIL | GOT | POR | PSV |
| ------------- | -- | - | - | - | -- | -- | --- | -- |  | --- | --- | --- | --- |
| Milan         | 6  | 6 | 0 | 0 | 11 | 1  | +10 | 18 |  |     | 4–0 | 1–0 | 2–0 |
| IFK Göteborg  | 6  | 3 | 0 | 3 | 7  | 8  | −1  | 9  |  | 0–1 |     | 1–0 | 3–0 |
| Porto         | 6  | 2 | 1 | 3 | 5  | 5  | 0   | 7  |  | 0–1 | 2–0 |     | 2–2 |
| PSV Eindhoven | 6  | 0 | 1 | 5 | 4  | 13 | −9  | 1  |  | 1–2 | 1–3 | 0–1 |     |

## Chung kết
| Marseille | 1–0     | Milan |
| --------- | ------- | ----- |
| Boli 43'  | Báo cáo |       |

## Vua phá lưới
Những cầu thủ ghi bàn hàng đầu UEFA Champions League 1992–93 (không bao gồm bàn thắng tại vòng sơ loại):
| Hạng | Tên              | Câu lạc bộ    | Bàn thắng |
| ---- | ---------------- | ------------- | --------- |
| 1    | Romário          | PSV Eindhoven | 7         |
| 2    | Marco van Basten | Milan         | 6         |
| 2    | Franck Sauzée    | Marseille     | 6         |
| 2    | Alen Bokšić      | Marseille     | 6         |
| 5    | Johnny Ekström   | IFK Göteborg  | 5         |
| 6    | Marco Simone     | Milan         | 4         |
| 6    | Gert Verheyen    | Club Brugge   | 4         |
| 6    | Zé Carlos        | Porto         | 4         |
| 6    | Emil Kostadinov  | Porto         | 4         |
| 6    | Túlio            | Sion          | 4         |